# Ska vi gå hem till dig?
"Ska vi gå hem till dig?", skriven av Lasse Tennander, är en kärleksballad som ursprungligen framfördes av Lasse Tennander själv på hans debutalbum Lars Vegas 1974.

## Coverversioner

### Magnus Uggla
En coverversion av Magnus Uggla från albumet Allting som ni gör kan jag göra bättre 1987 blev en hit och testades på Svensktoppen, där den låg i 12 veckor under perioden 20 mars-12 juni 1988, med tredjeplats som högsta placering.

### Miio med Ayo
En covertolkning av Miio med Ayo, på albumet På vårt sätt, misslyckades den 30 november 2003 med att ta sig in på Svensktoppen.

### Andra versioner
Låten har också spelats in av svenska dansband, bland andra Streaplers 1988 på albumet Streaplers 88. samt Rolandz, med Robert Gustafsson, på albumet Jajamen, som kom i mars 2010.

## Listplaceringar

### Miio med Ayo
| Lista (2003-2004) | Position |
| ----------------- | -------- |
| Sverige           | 2        |